# نير عثمان
المستشار نير عثمان (2 يناير 1940 -) هو وزير العدل المصري الأسبق، تولى الحقيبة بعد إقالة نظيره أحمد محمد سليمان من منصب وزير العدل والذى استمر فيه أقل من شهرين خلفا لسابقه أحمد مكي، وذلك مع عزل حكومة محمد مرسي عقب ثورة 30 يونيو، علق القضاة آمالا عديدة على نير، الذى استمر عمله لمدة أربعة أشهر خلال الفترة من فبراير 2014 وحتى يونيو من نفس العام، على أمل تطوير منظومة العدالة وتحديثها، والعمل على زيادة أعداد القضاة في المحاكم، بما يتناسب مع عدد القضايا المتزايد باستمرار ، ومن أبرز قرارات نير خلال فترته الوجيزة منحه صفة الضبطية القضائية لبعض المسئولين بشركة مياه الشرب بالقاهرة الكبرى، حيث حمل هذا القرار رقم (4463) لسنة 2014، إضافة إلى قرار رقم (3950) لسنة 2014، وقام بنقل انعقاد دوائر الجنايات بنيابات شمال ووسط وجنوب دمنهور بالبحيرة، إلى محكمة إيتاي البارود الجزئية الجديدة.

## حياته
نير عبد المنعم عثمان محمد ولد في 2 يناير سنة 1940 ، حصل علي درجة الليسانس في كلية الحقوق جامعة عين شمس سنة 1963، كما حصل على دبلوم القانون الجنائي سنة 1969 من جامعة القاهرة، ثم دبلوم القانون الإداري سنة 1971 من ذات الجامعة.

## مناصب
- تدرج نير وزير العدل بحكومة محلب في العمل بمناصب النيابة العامة والقضاء .
- عمل عثمان رئيسا لنيابات جنوب القاهرة.
- محاميا عاما لكل من نيابات الفيوم ونيابات غرب القاهرة وثم نيابات شمال الجيزة.
- عين مستشارا بمحكمة النقض ثم نائبا لرئيس المحكمة ورئيسا لإحدى الدوائر الجنائية بمحكمة النقض .
- عين وزير العدل المصري خلال فترة حكم عدلي منصور.[5]

## إسهامات
- شارك نير في جميع فعاليات نادي القضاة، والجمعيات العمومية المدافعة عن القضاة، بسبب تدخل سلطة الرئيس المصري السابق محمد مرسي، والرافض لتمرير قانون السلطة القضائية المشهور آنذاك، والتدخل في شؤون القضاء.[6]